# 安井春知
安井 春知（やすい しゅんち、承応2年（1653年） - 元禄2年3月27日（1689年5月16日））は、江戸時代の囲碁棋士。紀州生まれ、家元安井家の二世安井算知の弟、実子とも言われる。俊知とも書く。上手（七段）。御城碁に7局の出仕がある。
『御城碁譜』などでは、算知の弟または実子と書かれており、安井家過去帳では「一度算知養子となる」と記されている。また21歳で部屋住み、家督無し、ともある。延宝2年（1674年）に御城碁に初出仕し、井上道砂因碩に向先で1目負け。御城碁出仕したのは、安井家跡目に擬されていたためという推測もある。延宝6年（1678年）の本因坊道策の碁所就任時には、算哲、知哲と並んで上手（七段）並の手合とされた。天和3年（1683年）の御城碁での道策との二子局で1目勝した碁が、道策の一生の傑作として知られている。道策自身の評に「春知は当代の逸物にして古人に恥ぢず、また古来も稀なるべし。而してこの対局に於いて春知の手談毎着妙ならざるはなし。」とある。また本因坊道的の御城碁での唯一の敗局も、貞享3年（1686年）の春知との碁（春知先番）となっている。元禄2年（1689年）行年37歳で没。

## 御城碁成績
- 延宝2年（1674年） 白番1目負 井上道砂因碩
- 延宝7年（1679年） 白番3目負 井上道砂因碩
- 天和2年（1682年） 先番7目勝 井上道砂因碩
- 天和3年（1683年） 二子1目勝 本因坊道策
- 貞享元年（1684年） 白番7目負 本因坊道的
- 貞享2年（1685年） 先番3目負 本因坊道的
- 貞享3年（1686年） 先番5目勝 本因坊道的